# Koltur
Koltur (far. wym. [kɔltʊɹ], duń. Kolter) – jedna z wysp archipelagu Wysp Owczych, będącego terytorium zależnym Danii na Morzu Norweskim. Nazwa wyspy oznacza od farerskiego słowa colt, czyli źrebak, co odnosić się może do pobliskiej, większej wyspy Hestur, czyli koń.

## Geografia
Koltur zajmuje 2,5 km², co daje jej siedemnastą pozycję na całym archipelagu. Mniejsza jest już tylko niezamieszkana Lítla Dímun.

### Położenie
Wyspa Koltur leży w centralnej części archipelagu. Na zachodzie i południowym zachodzie od niej roztacza się Ocean Atlantycki, z pozostałych stron jego widok przesłaniają inne wyspy. Na północnym zachodzie jest to Vágar, przedzielona fiordem Vágafjørður. Na północy, północnym wschodzie i wschodzie zaś widoczna jest Streymoy, największa wyspa archipelagu. Od Koltur odgranicza ją kolejny fiord Hestsfjørður. Ostatnią z widocznych stamtąd wysp jest Hestur na południowym wschodzie, oddzielona cieśniną Kolturssund.
Najdalej wysuniętym na południe, a jednocześnie na wschód, miejscem na wyspie jest przylądek Kolturstangi, natomiast na północ oraz na zachód Nakkur.

### Ukształtowanie wyspy

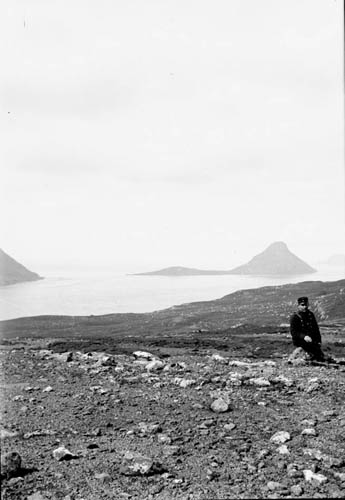
Koltur w 1899 roku

Wyspa nie jest zbyt wielka, przez co zróżnicowanie jej powierzchni nie jest duże. Widoczne są jednak dwie skrajności – górska północ i nizinne południe. Na północy znajduje się najwyższy z dwóch szczytów wyspy zwany Kolturshamar (478 m n.p.m.). Cechuje go dość mocny spadek od strony zachodniej, jednak od pozostałych, a szczególnie po stronie południowej, opada on znacznie łagodniej. Część południowa wyspy jest znacznie bardziej płaska. Znajduje się tam tylko jedno, niskie wzniesienie zwane Fjallið, które mierzy 101 m n.p.m. Tam także znajduje się jedyna osada na wyspie.

## Historia
Już od samego początku, kiedy tylko pierwsi ludzie pojawili się na wyspach, Koltur miała tylko jedną farmę. Później ich liczba wzrosła do dwóch. W 1584 roku, niewiele po wprowadzeniu reformacji na Wyspach Owczych, król duński, Chrystian III Oldenburg podzielił wyspy na część katolicką i protestancką, a następnie włączył tę pierwszą we władanie korony, pozbawiając tym samym wielu duchownych ziemi. Koltur dostał się wtedy pod władanie monarchy. Później na wyspie utworzyły się jeszcze dwie farmy. Niewiele później nastąpił podział i Koltur posiadł nagle dwie wioski, starsze Heimi í Húsi oraz nowsze Norðri í Gerði. W latach 80. XX wieku wyspa się wyludniła. Dopiero w 1994 roku wróciło tam dwoje ludzi, którzy usiłują przywrócić to, co dawne na wyspie. Choć jest tam teraz tylko jedna farma, nadal zwie się Norðri í Gerði, mimo że wioska dostała imię Koltur. Farmę na tej wyspie zwie się także czasami Koltursgarður.

## Transport
Jedynym środkiem transportu na wyspę jest śmigłowiec, przybywający tam w cztery dni tygodnia, dwa razy dziennie. Lądowisko znajduje się zaraz za farmą.

### Literatura
- Marcin Jakubowski i Marek Loos, Wyspy Owcze, Szczecin 2003 ISBN 83-913526-3-3